# Campeonato Carioca de Futebol de 2019
O Campeonato Carioca de Futebol de 2019 foi a 122.ª edição da principal divisão do futebol no Rio de Janeiro. A disputa foi organizada pela Federação de Futebol do Estado do Rio de Janeiro (FERJ).
A primeira fase — com os quatro times de pior campanha no ano anterior (exceto os rebaixados) mais os dois promovidos da Série B1 de 2018 — iniciou-se em 22 de dezembro de 2018. Nessa fase, foram definidos os dois clubes que participaram das demais fases do Campeonato e os outros quatro clubes, disputaram o grupo X, para definição dos dois clubes rebaixados para a Série B1 de 2019.
Diferentemente das edições anteriores do Campeonato Carioca, caso o vencedor Taça Guanabara e da Taça Rio fosse a mesma equipe, esta não seria automaticamente a campeã desta edição do Campeonato Carioca, mas sim a primeira finalista, que teria a vantagem de jogar a finalíssima em casa. O outro finalista sairia do confronto entre os dois mais bem classificados na fase grupos.

## Participantes
| Equipe        | Cidade                | Em 2018       | Estádio                     | Capacidade   | Títulos             |
| Americano     | Campos dos Goytacazes | 2º (Série B1) | Eucyr Resende               | 4 315        | 0 (não possui)      |
| America       | Rio de Janeiro        | 1º (Série B1) | Giulite Coutinho Los Larios | 13 544 6 300 | 7 (último em 1960)  |
| Bangu         | Rio de Janeiro        | 8º            | Moça Bonita                 | 9 024        | 2 (último em 1966)  |
| Boavista-RJ   | Saquarema             | 5º            | Eucyr Resende               | 4 315        | 0 (não possui)      |
| Botafogo      | Rio de Janeiro        | 1º            | Nilton Santos               | 44 661       | 21 (último em 2018) |
| Cabofriense   | Cabo Frio             | 7º            | Moacyrzão Correão           | 15 000 2 611 | 0 (não possui)      |
| Goytacaz      | Campos dos Goytacazes | 13º           | Ary de Oliveira             | 5 800        | 0 (não possui)      |
| Flamengo      | Rio de Janeiro        | 3º            | Maracanã                    | 78 838       | 34 (último em 2017) |
| Fluminense    | Rio de Janeiro        | 4º            | Maracanã                    | 78 838       | 31 (último em 2012) |
| Macaé         | Macaé                 | 12º           | Moacyrzão                   | 15 000       | 0 (não possui)      |
| Madureira     | Rio de Janeiro        | 9º            | Conselheiro Galvão          | 2 136        | 0 (não possui)      |
| Nova Iguaçu   | Nova Iguaçu           | 11º           | Laranjão                    | 1 810        | 0 (não possui)      |
| Portuguesa-RJ | Rio de Janeiro        | 6º            | Moça Bonita                 | 9 024        | 0 (não possui)      |
| Resende       | Resende               | 14º           | Trabalhador                 | 4 600        | 0 (não possui)      |
| Vasco da Gama | Rio de Janeiro        | 2º            | São Januário                | 21 880       | 24 (último em 2016) |
| Volta Redonda | Volta Redonda         | 10º           | Raulino de Oliveira         | 18 230       | 0 (não possui)      |

## Primeira fase
Grupo A
| Pos | Equipe      | PG | Jogos | Jogos | Jogos | Jogos | Gols | Gols | Gols | Cartões | Cartões                       | Desempenho por rodada | Desempenho por rodada | Desempenho por rodada | Desempenho por rodada | Desempenho por rodada | Classificação                           |
| Pos | Equipe      | PG | #     | V     | E     | D     | GP   | GS   | SG   | Expulso | Penalizado com cartão amarelo | 1.ª                   | 2.ª                   | 3.ª                   | 4.ª                   | 5.ª                   | Classificação                           |
| --- | ----------- | -- | ----- | ----- | ----- | ----- | ---- | ---- | ---- | ------- | ----------------------------- | --------------------- | --------------------- | --------------------- | --------------------- | --------------------- | --------------------------------------- |
| 1   | Resende     | 11 | 5     | 3     | 2     | 0     | 6    | 3    | +3   | 1       | 12                            | 3                     | 4                     | 2                     | 2                     | 1                     | Classificados para a fase principal     |
| 2   | Americano   | 10 | 5     | 3     | 1     | 1     | 6    | 3    | +3   | 1       | 12                            | 2                     | 2                     | 1                     | 1                     | 2                     | Classificados para a fase principal     |
| 3   | America     | 8  | 5     | 2     | 2     | 1     | 4    | 3    | +1   | 0       | 11                            | 6                     | 6                     | 4                     | 3                     | 3                     | Disputam o quadrangular do rebaixamento |
| 4   | Macaé       | 7  | 5     | 2     | 1     | 2     | 4    | 5    | –1   | 0       | 9                             | 3                     | 1                     | 3                     | 4                     | 4                     | Disputam o quadrangular do rebaixamento |
| 5   | Nova Iguaçu | 4  | 5     | 1     | 1     | 3     | 5    | 7    | –2   | 2       | 10                            | 1                     | 3                     | 5                     | 5                     | 5                     | Disputam o quadrangular do rebaixamento |
| 6   | Goytacaz    | 1  | 5     | 0     | 1     | 4     | 3    | 7    | –5   | 4       | 12                            | 5                     | 5                     | 6                     | 6                     | 6                     | Disputam o quadrangular do rebaixamento |

Última atualização: 13 de janeiro de 2019

## Fase principal

### Taça Guanabara
Grupo B
| Pos | Equipe        | PG | Jogos | Jogos | Jogos | Jogos | Gols | Gols | Gols | Cartões | Cartões                       | Desempenho por rodada | Desempenho por rodada | Desempenho por rodada | Desempenho por rodada | Desempenho por rodada | Classificação                  |
| Pos | Equipe        | PG | #     | V     | E     | D     | GP   | GS   | SG   | Expulso | Penalizado com cartão amarelo | 1.ª                   | 2.ª                   | 3.ª                   | 4.ª                   | 5.ª                   | Classificação                  |
| --- | ------------- | -- | ----- | ----- | ----- | ----- | ---- | ---- | ---- | ------- | ----------------------------- | --------------------- | --------------------- | --------------------- | --------------------- | --------------------- | ------------------------------ |
| 1   | Vasco da Gama | 15 | 5     | 5     | 0     | 0     | 9    | 2    | +7   | 1       | 10                            | 1                     | 1                     | 1                     | 1                     | 1                     | Classificados para a semifinal |
| 2   | Fluminense    | 10 | 5     | 3     | 1     | 1     | 12   | 3    | +9   | 1       | 11                            | 3                     | 2                     | 2                     | 2                     | 2                     | Classificados para a semifinal |
| 3   | Volta Redonda | 10 | 5     | 3     | 1     | 1     | 8    | 8    | 0    | 1       | 16                            | 4                     | 6                     | 3                     | 3                     | 3                     |                                |
| 4   | Americano     | 4  | 5     | 1     | 1     | 3     | 3    | 8    | –5   | 0       | 13                            | 2                     | 3                     | 4                     | 4                     | 4                     |                                |
| 5   | Madureira     | 2  | 5     | 0     | 2     | 3     | 2    | 8    | –6   | 2       | 8                             | 5                     | 4                     | 5                     | 6                     | 5                     |                                |
| 6   | Portuguesa-RJ | 1  | 5     | 0     | 1     | 4     | 1    | 6    | –5   | 1       | 18                            | 6                     | 5                     | 6                     | 5                     | 6                     |                                |

Grupo C
| Pos | Equipe      | PG | Jogos | Jogos | Jogos | Jogos | Gols | Gols | Gols | Cartões | Cartões                       | Desempenho por rodada | Desempenho por rodada | Desempenho por rodada | Desempenho por rodada | Desempenho por rodada | Classificação                  |
| Pos | Equipe      | PG | #     | V     | E     | D     | GP   | GS   | SG   | Expulso | Penalizado com cartão amarelo | 1.ª                   | 2.ª                   | 3.ª                   | 4.ª                   | 5.ª                   | Classificação                  |
| --- | ----------- | -- | ----- | ----- | ----- | ----- | ---- | ---- | ---- | ------- | ----------------------------- | --------------------- | --------------------- | --------------------- | --------------------- | --------------------- | ------------------------------ |
| 1   | Flamengo    | 13 | 5     | 4     | 1     | 0     | 12   | 4    | +8   | 0       | 7                             | 2                     | 2                     | 1                     | 1                     | 1                     | Classificados para a semifinal |
| 2   | Resende     | 8  | 5     | 2     | 2     | 1     | 7    | 4    | +3   | 0       | 11                            | 4                     | 4                     | 5                     | 4                     | 2                     | Classificados para a semifinal |
| 3   | Bangu       | 7  | 5     | 2     | 1     | 2     | 4    | 5    | –1   | 1       | 8                             | 5                     | 5                     | 3                     | 2                     | 3                     |                                |
| 4   | Boavista-RJ | 6  | 5     | 2     | 0     | 3     | 4    | 9    | –5   | 1       | 9                             | 3                     | 1                     | 2                     | 3                     | 4                     |                                |
| 5   | Botafogo    | 4  | 5     | 1     | 1     | 3     | 5    | 6    | –1   | 1       | 11                            | 6                     | 6                     | 6                     | 6                     | 5                     |                                |
| 6   | Cabofriense | 4  | 5     | 1     | 1     | 3     | 4    | 8    | –4   | 0       | 11                            | 1                     | 3                     | 4                     | 5                     | 6                     |                                |

#### Fase final
Em itálico, as equipes que jogarão pelo empate por ter melhor campanha e em negrito os times vencedores das partidas. Na final, não há vantagem de empate para nenhuma equipe.
|  | Semifinais    | Semifinais |   |  | Final         | Final |  |
|  |               |            |   |  |               |       |  |
|  |               |            |   |  |               |       |  |
|  | Vasco da Gama | 3          |   |  |               |       |  |
|  | Resende       | 0          |   |  |               |       |  |
|  |               |            |   |  |               |       |  |
|  |               |            |   |  |               |       |  |
|  |               |            |   |  | Vasco da Gama | 1     |  |
|  |               | Fluminense | 0 |  |               |       |  |
|  |               |            |   |  |               |       |  |
|  |               |            |   |  |               |       |  |
|  |               |            |   |  |               |       |  |
|  |               |            |   |  |               |       |  |
|  | Flamengo      | 0          |   |  |               |       |  |
|  | Fluminense    | 1          |   |  |               |       |  |

#### Premiação
| Taça Guanabara de 2019              |
| Rio de Janeiro                      |
| ----------------------------------- |
| VASCO DA GAMA Campeão (13.º título) |

### Taça Rio
Grupo B
| Pos | Equipe        | PG | Jogos | Jogos | Jogos | Jogos | Gols | Gols | Gols | Cartões | Cartões                       | Desempenho por rodada | Desempenho por rodada | Desempenho por rodada | Desempenho por rodada | Desempenho por rodada | Desempenho por rodada | Classificação                  |
| Pos | Equipe        | PG | #     | V     | E     | D     | GP   | GS   | SG   | Expulso | Penalizado com cartão amarelo | 1.ª                   | 2.ª                   | 3.ª                   | 4.ª                   | 5.ª                   | 6.ª                   | Classificação                  |
| --- | ------------- | -- | ----- | ----- | ----- | ----- | ---- | ---- | ---- | ------- | ----------------------------- | --------------------- | --------------------- | --------------------- | --------------------- | --------------------- | --------------------- | ------------------------------ |
| 1   | Fluminense    | 11 | 6     | 3     | 2     | 1     | 11   | 6    | +5   | 1       | 6                             | 1                     | 3                     | 1                     | 1                     | 1                     | 1                     | Classificados para a semifinal |
| 2   | Vasco da Gama | 8  | 6     | 2     | 2     | 2     | 7    | 6    | +1   | 0       | 6                             | 3                     | 2                     | 3                     | 3                     | 2                     | 2                     | Classificados para a semifinal |
| 3   | Volta Redonda | 8  | 6     | 2     | 2     | 2     | 5    | 6    | –1   | 0       | 5                             | 2                     | 1                     | 2                     | 2                     | 3                     | 3                     |                                |
| 4   | Madureira     | 5  | 6     | 1     | 2     | 3     | 4    | 6    | –2   | 0       | 11                            | 4                     | 4                     | 4                     | 4                     | 4                     | 4                     |                                |
| 5   | Portuguesa-RJ | 4  | 6     | 1     | 1     | 4     | 5    | 14   | –9   | 1       | 11                            | 5                     | 5                     | 5                     | 6                     | 6                     | 5                     |                                |
| 6   | Americano     | 2  | 6     | 0     | 2     | 4     | 5    | 14   | –9   | 1       | 7                             | 6                     | 6                     | 6                     | 5                     | 5                     | 6                     |                                |

Grupo C
| Pos | Equipe      | PG | Jogos | Jogos | Jogos | Jogos | Gols | Gols | Gols | Cartões | Cartões                       | Desempenho por rodada | Desempenho por rodada | Desempenho por rodada | Desempenho por rodada | Desempenho por rodada | Desempenho por rodada | Classificação                  |
| Pos | Equipe      | PG | #     | V     | E     | D     | GP   | GS   | SG   | Expulso | Penalizado com cartão amarelo | 1.ª                   | 2.ª                   | 3.ª                   | 4.ª                   | 5.ª                   | 6.ª                   | Classificação                  |
| --- | ----------- | -- | ----- | ----- | ----- | ----- | ---- | ---- | ---- | ------- | ----------------------------- | --------------------- | --------------------- | --------------------- | --------------------- | --------------------- | --------------------- | ------------------------------ |
| 1   | Bangu       | 15 | 6     | 5     | 0     | 1     | 9    | 3    | +6   | 0       | 5                             | 6                     | 3                     | 3                     | 2                     | 1                     | 1                     | Classificados para a semifinal |
| 2   | Flamengo    | 14 | 6     | 4     | 2     | 0     | 13   | 5    | +8   | 0       | 4                             | 1                     | 1                     | 1                     | 1                     | 2                     | 2                     | Classificados para a semifinal |
| 3   | Cabofriense | 11 | 6     | 3     | 2     | 1     | 10   | 4    | +6   | 0       | 4                             | 2                     | 2                     | 2                     | 3                     | 3                     | 3                     |                                |
| 4   | Botafogo    | 9  | 6     | 2     | 3     | 1     | 10   | 7    | +3   | 0       | 7                             | 3                     | 4                     | 4                     | 4                     | 3                     | 4                     |                                |
| 5   | Boavista-RJ | 8  | 6     | 2     | 2     | 2     | 7    | 9    | –2   | 2       | 7                             | 4                     | 6                     | 5                     | 6                     | 5                     | 5                     |                                |
| 6   | Resende     | 2  | 6     | 0     | 2     | 4     | 3    | 9    | –6   | 1       | 5                             | 5                     | 5                     | 6                     | 5                     | 6                     | 6                     |                                |

#### Fase final
Em itálico, as equipes que jogarão pelo empate por ter melhor campanha e em negrito os times vencedores das partidas. Na final, não há vantagem de empate para nenhuma equipe.
|  | Semifinais    | Semifinais     |       |  | Final         | Final |  |
|  |               |                |       |  |               |       |  |
|  |               |                |       |  |               |       |  |
|  | Bangu         | 0              |       |  |               |       |  |
|  | Vasco da Gama | 1              |       |  |               |       |  |
|  |               |                |       |  |               |       |  |
|  |               |                |       |  |               |       |  |
|  |               |                |       |  | Vasco da Gama | 1 (1) |  |
|  |               | Flamengo (pen) | 1 (3) |  |               |       |  |
|  |               |                |       |  |               |       |  |
|  |               |                |       |  |               |       |  |
|  |               |                |       |  |               |       |  |
|  |               |                |       |  |               |       |  |
|  | Fluminense    | 1              |       |  |               |       |  |
|  | Flamengo      | 2              |       |  |               |       |  |

#### Premiação
| Taça Rio de 2019              |
| Rio de Janeiro                |
| ----------------------------- |
| FLAMENGO Campeão (9.º título) |

## Classificação geral
| Pos | Equipe        | PG | Jogos | Jogos | Jogos | Jogos | Gols | Gols | Gols | Cartões | Cartões                       | Desempenho por rodada | Desempenho por rodada | Desempenho por rodada | Desempenho por rodada | Desempenho por rodada | Desempenho por rodada | Desempenho por rodada | Desempenho por rodada | Desempenho por rodada | Desempenho por rodada | Desempenho por rodada | Classificação                                 |
| Pos | Equipe        | PG | #     | V     | E     | D     | GP   | GS   | SG   | Expulso | Penalizado com cartão amarelo | 1.ª                   | 2.ª                   | 3.ª                   | 4.ª                   | 5.ª                   | 6.ª                   | 7.ª                   | 8.ª                   | 9.ª                   | 10.ª                  | 11.ª                  | Classificação                                 |
| --- | ------------- | -- | ----- | ----- | ----- | ----- | ---- | ---- | ---- | ------- | ----------------------------- | --------------------- | --------------------- | --------------------- | --------------------- | --------------------- | --------------------- | --------------------- | --------------------- | --------------------- | --------------------- | --------------------- | --------------------------------------------- |
| 1   | Flamengo      | 27 | 11    | 8     | 3     | 0     | 25   | 9    | +16  | 1       | 26                            | 2                     | 4                     | 3                     | 3                     | 2                     | 1                     | 1                     | 1                     | 1                     | 1                     | 1                     | Classificados para a semifinal                |
| 2   | Vasco da Gama | 23 | 11    | 7     | 2     | 2     | 16   | 8    | +8   | 1       | 26                            | 4                     | 1                     | 1                     | 1                     | 1                     | 2                     | 2                     | 2                     | 2                     | 2                     | 2                     | Classificados para a semifinal                |
| 3   | Bangu         | 22 | 11    | 7     | 1     | 3     | 13   | 8    | +5   | 1       | 17                            | 9                     | 8                     | 6                     | 4                     | 6                     | 7                     | 6                     | 5                     | 5                     | 4                     | 3                     | Classificados para a semifinal                |
| 4   | Fluminense    | 21 | 11    | 6     | 3     | 2     | 23   | 9    | +14  | 5       | 33                            | 6                     | 3                     | 2                     | 2                     | 3                     | 3                     | 4                     | 3                     | 3                     | 3                     | 4                     | Classificados para a semifinal                |
| 5   | Volta Redonda | 18 | 11    | 5     | 3     | 3     | 13   | 14   | –1   | 2       | 22                            | 7                     | 12                    | 7                     | 5                     | 4                     | 4                     | 3                     | 4                     | 4                     | 5                     | 5                     |                                               |
| 6   | Cabofriense   | 15 | 11    | 4     | 3     | 4     | 14   | 12   | +2   | 0       | 20                            | 1                     | 5                     | 5                     | 8                     | 9                     | 6                     | 6                     | 6                     | 6                     | 6                     | 6                     |                                               |
| 7   | Boavista-RJ   | 14 | 11    | 4     | 2     | 5     | 11   | 18   | –7   | 3       | 18                            | 3                     | 2                     | 4                     | 6                     | 7                     | 8                     | 8                     | 9                     | 7                     | 8                     | 7                     |                                               |
| 8   | Botafogo      | 13 | 11    | 3     | 4     | 4     | 15   | 13   | +2   | 1       | 23                            | 12                    | 11                    | 11                    | 10                    | 8                     | 9                     | 9                     | 8                     | 9                     | 7                     | 8                     |                                               |
| 9   | Resende       | 10 | 11    | 2     | 4     | 5     | 10   | 13   | –3   | 1       | 18                            | 8                     | 7                     | 9                     | 7                     | 5                     | 5                     | 7                     | 7                     | 8                     | 9                     | 9                     |                                               |
| 10  | Madureira     | 7  | 11    | 1     | 4     | 6     | 6    | 14   | –8   | 2       | 24                            | 10                    | 10                    | 10                    | 12                    | 11                    | 11                    | 11                    | 11                    | 10                    | 10                    | 10                    |                                               |
| 11  | Americano     | 6  | 11    | 1     | 3     | 7     | 7    | 21   | –14  | 1       | 21                            | 5                     | 6                     | 8                     | 9                     | 10                    | 10                    | 10                    | 10                    | 11                    | 11                    | 11                    | Disputarão a primeira fase do Carioca de 2020 |
| 12  | Portuguesa-RJ | 5  | 11    | 1     | 2     | 8     | 6    | 20   | –14  | 2       | 29                            | 11                    | 9                     | 12                    | 11                    | 12                    | 12                    | 12                    | 12                    | 12                    | 12                    | 12                    | Disputarão a primeira fase do Carioca de 2020 |

Última atualização: 24 de março de 2019

## Fase final
Em itálico, as equipes que jogarão pelo empate por ter vencido um dos turnos do campeonato e em negrito os times vencedores das partidas. Na final, não haverá vantagem de empate para nenhuma equipe.
|  | Semifinais    | Semifinais |   |               | Final | Final | Final | Final |
|  |               |            |   |               |       |       |       |       |
|  | Vasco da Gama | 2          |   |               |       |       |       |       |
|  | Bangu         | 1          |   |               |       |       |       |       |
|  | Bangu         | 1          |   | Vasco da Gama | 0     | 0     | 0     |       |
|  |               |            |   | Vasco da Gama | 0     | 0     | 0     |       |
|  |               | Flamengo   | 2 | 2             | 4     |       |       |       |
|  | Flamengo      | Flamengo   | 2 | 2             | 4     | 1     |       |       |
|  | Flamengo      |            |   |               |       | 1     |       |       |
|  | Fluminense    | 1          |   |               |       |       |       |       |

### Semifinais
| 6 de abril | Flamengo    | 1 – 1            | Fluminense   | Estádio do Maracanã, Rio de Janeiro               |
| 19:00      | Gabriel 69' | Súmula e Borderô | 45' Gilberto | Público: 43 035 Árbitro: RJ Bruno Arleu de Araújo |

| 7 de abril | Vasco da Gama                         | 2 – 1            | Bangu            | Estádio do Maracanã, Rio de Janeiro                       |
| 16:00      | Bruno César 53' (pen) · Yan Sasse 60' | Súmula e Borderô | Yaya Banhoro 57' | Público: 18 435 Árbitro: RJ Rodrigo Carvalhães de Miranda |

### Final
- Pelo regulamento do campeonato, nenhuma das equipes teve a vantagem do empate. Ou seja, caso o placar agregado terminar empatado, o campeonato será decidido nos pênaltis.
- Por ter feito melhor campanha, o Flamengo teve o mando de campo do segundo jogo.

Ida
| 14 de abril | Vasco da Gama | 0 – 2                                | Flamengo                | Estádio Nilton Santos, Rio de Janeiro |
| 16:00       |               | Súmula e borderô Reportagem e vídeos | 55', 75' Bruno Henrique | Público: 9 976 pagantes (10 854 presentes) Renda: R$ 521 920,00 Árbitro: RJ Rodrigo Nunes de Sá Assistente 1: RJ Silbert Faria Sisquim Assistente 2: RJ Thiago Corrêa Farinha 4º Árbitro: RJ Pathrice Wallace Correa Maia VAR: RJ Rodrigo Carvalhaes de Miranda Assistente VAR: RJ Luiz Claudio Regazone Apoio VAR: RJ Carlos Eduardo Nunes Braga |

| Vasco | Flamengo |

|                  |    |                  |       |            |
|                  |    |                  |       |            |
| G                | 1  | Fernando Miguel  |       |            |
| LD               | 2  | Raúl Cáceres     | 90+3' |            |
| Z                | 34 | Werley           |       |            |
| Z                | 5  | Leandro Castán   |       |            |
| LE               | 14 | Danilo Barcelos  |       |            |
| V                | 31 | Raul             |       |            |
| V                | 18 | Lucas Mineiro    | 37'   |            |
| M                | 38 | Marrony          |       | 65'        |
| M                | 10 | Bruno César      |       | intervalo' |
| M                | 22 | Yago Pikachu     |       |            |
| A                | 11 | Maxi López       |       | 74'        |
| Substitutos:     |    |                  |       |            |
| G                | 12 | Gabriel Félix    |       |            |
| LD               | 21 | Cláudio Winck    |       |            |
| Z                | 13 | Luiz Gustavo     |       |            |
| LE               | 37 | Henrique         |       |            |
| V                | 6  | Fellipe Bastos   |       |            |
| V                | 29 | Bruno Silva      |       |            |
| V                | 15 | Andrey           |       |            |
| V                | 25 | Willian Maranhão |       |            |
| M                | 32 | Lucas Santos     |       | intervalo' |
| M                | 20 | Yan Sasse        |       | 65'        |
| A                | 9  | Ribamar          |       |            |
| A                | 27 | Tiago Reis       |       | 74'        |
| Treinador:       |    |                  |       |            |
| Alberto Valentim |    |                  |       |            |

|              |    |                 |     |     |
|              |    |                 |     |     |
| G            | 1  | Diego Alves     |     |     |
| LD           | 21 | Pará            |     |     |
| Z            | 3  | Rodrigo Caio    |     |     |
| Z            | 43 | Léo Duarte      |     |     |
| LE           | 6  | Renê            |     |     |
| V            | 8  | Cuéllar         |     |     |
| V            | 5  | Willian Arão    |     |     |
| M            | 14 | De Arrascaeta   |     |     |
| M            | 7  | Éverton Ribeiro |     | 81' |
| A            | 9  | Gabigol         |     | 76' |
| A            | 27 | Bruno Henrique  | 30' | 89' |
| Substitutos: |    |                 |     |     |
| G            | 37 | César           |     |     |
| G            | 30 | Thiago          |     |     |
| LD           | 2  | Rodinei         |     |     |
| Z            | 44 | Rhodolfo        |     |     |
| LE           | 13 | Miguel Trauco   |     |     |
| V            | 16 | Ronaldo         |     |     |
| V            | 17 | Hugo Moura      |     |     |
| M            | 10 | Diego           |     | 81' |
| A            | 11 | Vitinho         |     | 76' |
| A            | 29 | Lincoln         |     | 89' |
| A            | 53 | Lucas Silva     |     |     |
| A            | 54 | Vitor Gabriel   |     |     |
| Treinador:   |    |                 |     |     |
| Abel Braga   |    |                 |     |     |

Volta
| 21 de abril | Flamengo                       | 2 – 0                          | Vasco da Gama | Estádio do Maracanã, Rio de Janeiro |
| 16:00       | 15' Willian Arão · 83' Vitinho | Súmula e borderô Ficha técnica |               | Público: 47 995 pagantes Renda: R$ 2 152 256,00 Árbitro: RJ Rodrigo Carvalhaes de Miranda Assistente 1: RJ Rodrigo Figueiredo Corrêa Assistente 2: RJ Luiz Claudio Regazone 4.º Árbitro: RJ Grazianni Maciel Rocha 5.º Árbitro: RJ Philip George Bennedetti VAR: RJ Bruno Alceu de Araújo Assistente VAR: RJ Daniel do Espírito Santo Parro Apoio VAR: RJ Alexandre Vargas Tavares de Jesus |

| Flamengo | Vasco |

|              |    |                 |     |     |
|              |    |                 |     |     |
| G            | 1  | Diego Alves     |     |     |
| LD           | 21 | Pará            |     |     |
| Z            | 3  | Rodrigo Caio    |     |     |
| Z            | 43 | Léo Duarte      |     |     |
| LE           | 6  | Renê            |     |     |
| V            | 8  | Cuéllar         | 85' |     |
| V            | 5  | Willian Arão    |     |     |
| M            | 14 | De Arrascaeta   |     | 79' |
| M            | 10 | Diego           | 15' |     |
| M            | 7  | Éverton Ribeiro |     | 84' |
| A            | 9  | Gabigol         | 39' | 79' |
| Substitutos: |    |                 |     |     |
| G            | 37 | César           |     |     |
| G            | 22 | Gabriel Batista |     |     |
| LD           | 2  | Rodinei         |     |     |
| Z            | 44 | Rhodolfo        |     |     |
| Z            | 26 | Thuler          |     |     |
| Z            | 4  | Juan            |     |     |
| LE           | 13 | Miguel Trauco   |     |     |
| V            | 16 | Ronaldo         | 79' |     |
| V            | 17 | Hugo Moura      |     |     |
| A            | 11 | Vitinho         | 79' |     |
| A            | 29 | Lincoln         | 84' |     |
| A            | 20 | Uribe           |     |     |
| Treinador:   |    |                 |     |     |
| Abel Braga   |    |                 |     |     |

|                  |    |                  |            |            |
|                  |    |                  |            |            |
|                  |    |                  |            |            |
| G                | 1  | Fernando Miguel  |            |            |
| LD               | 2  | Raúl Cáceres     |            | 61'        |
| Z                | 34 | Werley           | 24', 87'   |            |
| Z                | 5  | Leandro Castán   | 15'        |            |
| LE               | 14 | Danilo Barcelos  | 23'        |            |
| V                | 31 | Raul             | 81'        |            |
| V                | 18 | Lucas Mineiro    |            |            |
| M                | 32 | Lucas Santos     |            | intervalo' |
| M                | 22 | Yago Pikachu     |            |            |
| M                | 20 | Yan Sasse        |            | 69'        |
| A                | 38 | Marrony          | 90+1'      |            |
| Substitutos:     |    |                  |            |            |
| G                | 55 | Alexander        |            |            |
| LD               | 21 | Cláudio Winck    |            |            |
| Z                | 13 | Luiz Gustavo     |            |            |
| Z                | 37 | Ricardo Graça    |            |            |
| LE               | 37 | Henrique         |            |            |
| V                | 6  | Fellipe Bastos   |            |            |
| V                | 15 | Andrey           |            |            |
| V                | 25 | Willian Maranhão |            |            |
| M                | 10 | Bruno César      | 61'        | 75'        |
| A                | 9  | Ribamar          | 69'        |            |
| A                | 27 | Tiago Reis       |            |            |
| A                | 11 | Maxi López       | intervalo' |            |
| Treinador:       |    |                  |            |            |
| Alberto Valentim |    |                  |            |            |

## Premiação
| Campeonato Carioca de 2019     |
| Rio de Janeiro                 |
| ------------------------------ |
| FLAMENGO Campeão (35.º título) |

## Melhores do Campeonato
| Pos. | Nome              | Clube         |
| ---- | ----------------- | ------------- |
| G    | Jefferson Paulino | Bangu         |
| LD   | Gilberto          | Fluminense    |
| Z    | Rodrigo Caio      | Flamengo      |
| Z    | Leandro Castán    | Vasco da Gama |
| LE   | Renê              | Flamengo      |
| V    | Cuéllar           | Flamengo      |
| V    | Lucas Mineiro     | Vasco da Gama |
| M    | Everton Ribeiro   | Flamengo      |
| M    | Marcos Junior     | Bangu         |
| A    | Bruno Henrique    | Flamengo      |
| A    | Gabriel Barbosa   | Flamengo      |
| T    | Fernando Diniz    | Fluminense    |

| Prêmio               | Nome                                          | Clube         |
| -------------------- | --------------------------------------------- | ------------- |
| Craque do Campeonato | Everton Ribeiro                               | Flamengo      |
| Técnico revelação    | Ado                                           | Bangu         |
| Atleta Revelação     | Tiago Reis                                    | Vasco da Gama |
| Melhor Árbitro       | Rodrigo Nunes de Sá                           |               |
| Melhores Assistentes | Silbert Faria Sisquim e Luiz Claudio Regazone |               |

## Quadrangular do rebaixamento
Grupo X
| Pos | Equipe      | PG | Jogos | Jogos | Jogos | Jogos | Gols | Gols | Gols | Cartões | Cartões                       | Desempenho por rodada | Desempenho por rodada | Desempenho por rodada | Desempenho por rodada | Desempenho por rodada | Desempenho por rodada | Classificação                    |
| Pos | Equipe      | PG | #     | V     | E     | D     | GP   | GS   | SG   | Expulso | Penalizado com cartão amarelo | 1.ª                   | 2.ª                   | 3.ª                   | 4.ª                   | 5.ª                   | 6.ª                   | Classificação                    |
| --- | ----------- | -- | ----- | ----- | ----- | ----- | ---- | ---- | ---- | ------- | ----------------------------- | --------------------- | --------------------- | --------------------- | --------------------- | --------------------- | --------------------- | -------------------------------- |
| 1   | Nova Iguaçu | 12 | 6     | 4     | 0     | 2     | 7    | 3    | +4   | 1       | 10                            | 4                     | 2                     | 4                     | 1                     | 1                     | 1                     | Primeira fase do Carioca de 2020 |
| 2   | Macaé       | 9  | 6     | 2     | 3     | 1     | 5    | 6    | –1   | 0       | 8                             | 3                     | 3                     | 1                     | 2                     | 2                     | 2                     | Primeira fase do Carioca de 2020 |
| 3   | America     | 8  | 6     | 2     | 2     | 2     | 6    | 6    | 0    | 0       | 14                            | 2                     | 4                     | 3                     | 3                     | 3                     | 3                     | Rebaixadas à Série B1 de 2019    |
| 4   | Goytacaz    | 4  | 6     | 1     | 1     | 4     | 5    | 8    | –3   | 0       | 8                             | 1                     | 1                     | 2                     | 4                     | 4                     | 4                     | Rebaixadas à Série B1 de 2019    |

Última atualização: 23 de fevereiro de 2019

## Artilharia
Atualizado em 14 de abril de 2019
| Gols    | Jogador        | Time          |
| ------- | -------------- | ------------- |
| 8       | Bruno Henrique | Flamengo      |
| 7       | Anderson Lessa | Bangu         |
| 7       | Gabriel        | Flamengo      |
| 7       | João Carlos    | Volta Redonda |
| 7       | Maxwell        | Resende       |
| 7       | Yony González  | Fluminense    |
| 6       | Luciano        | Fluminense    |
| 5       | Marrony        | Vasco da Gama |
| 4       | Rincon         | Cabofriense   |
| Romário | Americano      |               |

## Maiores públicos
| Nº | Público | Mandante      | Placar | Visitante     | Estádio  | Data            | Etapa     | Rodada    | Ref.   |
| -- | ------- | ------------- | ------ | ------------- | -------- | --------------- | --------- | --------- | ------ |
| 1  | 50 251  | Flamengo      | 0–1    | Fluminense    | Maracanã | 15 de fevereiro | Taça GB   | Semifinal | [ 19 ] |
| 2  | 47 995  | Flamengo      | 2–0    | Vasco da Gama | Maracanã | 21 de abril     | Final     | Volta     | [ 20 ] |
| 3  | 46 784  | Flamengo      | 4–0    | Cabofriense   | Maracanã | 3 de fevereiro  | Taça GB   | 5ª        | [ 21 ] |
| 4  | 44 783  | Flamengo      | 3–2    | Fluminense    | Maracanã | 24 de março     | Taça Rio  | 6ª        | [ 22 ] |
| 5  | 43 761  | Flamengo      | 2–1    | Bangu         | Maracanã | 20 de janeiro   | Taça GB   | 1ª        | [ 23 ] |
| 6  | 43 035  | Flamengo      | 1–1    | Fluminense    | Maracanã | 6 de abril      | Semifinal | Única     | [ 24 ] |
| 7  | 34 776  | Vasco da Gama | 1–1    | Flamengo      | Maracanã | 31 de março     | Taça Rio  | Final     | [ 25 ] |
| 8  | 32 650  | Flamengo      | 3–1    | Boavista      | Maracanã | 29 de janeiro   | Taça GB   | 4ª        | [ 26 ] |
| 9  | 26 809  | Vasco da Gama | 1–1    | Flamengo      | Maracanã | 9 de março      | Taça Rio  | 3ª        | [ 27 ] |
| 10 | 26 556  | Vasco da Gama | 1–0    | Fluminense    | Maracanã | 17 de fevereiro | Taça GB   | Final     | [ 28 ] |

## Classificação final
| Pos | Equipe        | PG | Jogos | Jogos | Jogos | Jogos | Gols | Gols | Gols | Cartões | Cartões                       | Classificação                                                               |
| Pos | Equipe        | PG | #     | V     | E     | D     | GP   | GS   | SG   | Expulso | Penalizado com cartão amarelo | Classificação                                                               |
| --- | ------------- | -- | ----- | ----- | ----- | ----- | ---- | ---- | ---- | ------- | ----------------------------- | --------------------------------------------------------------------------- |
| 1   | Flamengo      | 27 | 11    | 8     | 3     | 0     | 25   | 9    | +16  | 1       | 26                            | Finalistas e classificados para a Copa do Brasil de 2020                    |
| 2   | Vasco da Gama | 23 | 11    | 7     | 2     | 2     | 16   | 7    | +9   | 1       | 26                            | Finalistas e classificados para a Copa do Brasil de 2020                    |
| 3   | Bangu         | 22 | 11    | 7     | 1     | 3     | 13   | 8    | +5   | 1       | 17                            | Semifinalista, classificado para a Copa do Brasil e Série D de 2020         |
| 4   | Fluminense    | 21 | 11    | 6     | 3     | 2     | 23   | 9    | +14  | 5       | 33                            | Semifinalista e classificado para a Copa do Brasil de 2020                  |
| 5   | Volta Redonda | 18 | 11    | 5     | 3     | 3     | 13   | 14   | –1   | 2       | 22                            |                                                                             |
| 6   | Cabofriense   | 15 | 11    | 4     | 3     | 4     | 14   | 12   | +2   | 0       | 20                            | Classificado para a Série D de 2020                                         |
| 7   | Boavista-RJ   | 14 | 11    | 4     | 2     | 5     | 11   | 18   | –7   | 3       | 18                            |                                                                             |
| 8   | Botafogo      | 13 | 11    | 3     | 4     | 4     | 15   | 13   | +2   | 1       | 23                            |                                                                             |
| 9   | Resende       | 10 | 11    | 2     | 4     | 5     | 10   | 13   | –3   | 1       | 18                            |                                                                             |
| 10  | Madureira     | 7  | 11    | 1     | 4     | 6     | 6    | 14   | –8   | 2       | 24                            |                                                                             |
| 11  | Americano     | 6  | 11    | 1     | 3     | 7     | 7    | 21   | –14  | 1       | 21                            | Equipes da fase principal que disputarão a primeira fase do Carioca de 2020 |
| 12  | Portuguesa-RJ | 5  | 11    | 1     | 2     | 8     | 6    | 20   | –14  | 2       | 29                            | Equipes da fase principal que disputarão a primeira fase do Carioca de 2020 |
| 13  | Nova Iguaçu   | 12 | 6     | 4     | 0     | 2     | 7    | 3    | +4   | 1       | 10                            | Equipes do Grupo X que disputarão a primeira fase do Carioca de 2020        |
| 14  | Macaé         | 9  | 6     | 2     | 3     | 1     | 5    | 6    | –1   | 0       | 8                             | Equipes do Grupo X que disputarão a primeira fase do Carioca de 2020        |
| 15  | America       | 8  | 6     | 2     | 2     | 2     | 6    | 6    | 0    | 0       | 14                            | Equipes do Grupo X rebaixadas à Série B1 de 2019                            |
| 16  | Goytacaz      | 4  | 6     | 1     | 1     | 4     | 5    | 8    | –3   | 0       | 8                             | Equipes do Grupo X rebaixadas à Série B1 de 2019                            |